# 獣電戦隊キョウリュウジャーVSゴーバスターズ 恐竜大決戦! さらば永遠の友よ
- スーパー戦隊シリーズ
  - 獣電戦隊キョウリュウジャー > 獣電戦隊キョウリュウジャーVSゴーバスターズ 恐竜大決戦! さらば永遠の友よ
  - 特命戦隊ゴーバスターズ > 獣電戦隊キョウリュウジャーVSゴーバスターズ 恐竜大決戦! さらば永遠の友よ
  - 爆竜戦隊アバレンジャー > 獣電戦隊キョウリュウジャーVSゴーバスターズ 恐竜大決戦! さらば永遠の友よ
  - 恐竜戦隊ジュウレンジャー > 獣電戦隊キョウリュウジャーVSゴーバスターズ 恐竜大決戦! さらば永遠の友よ

『獣電戦隊キョウリュウジャーVSゴーバスターズ 恐竜大決戦! さらば永遠の友よ』（じゅうでんせんたいキョウリュウジャーたいゴーバスターズ きょうりゅうだいけっせん さらばえいえんのともよ）は、2014年1月18日より東映系で公開の映画作品。特撮ヒーロー番組「スーパー戦隊シリーズ」『獣電戦隊キョウリュウジャー』の映画作品であり、スーパー戦隊VSシリーズの一つ。

## 概要
『獣電戦隊キョウリュウジャー』と『特命戦隊ゴーバスターズ』のクロスオーバー作品であり、『劇場版 炎神戦隊ゴーオンジャーVSゲキレンジャー』から続くスーパー戦隊祭の第6弾。VSシリーズにおいて、初めて正式なサブタイトルがつけられた。レッドバスターとキョウリュウレッドが対面するシーンでは、前作『特命戦隊ゴーバスターズVS海賊戦隊ゴーカイジャー THE MOVIE』の続編が強調されている。また『ゴーバスターズ』のテレビシリーズで死亡したビートバスター/陣マサトも、本作品にて1回限りの復活を遂げている。
丸の内TOEI2他全国304スクリーンで公開され、2014年1月18、19日の2日間で興収1億3,399万1,700円、動員13万3243人になり、映画観客動員ランキング（興行通信社調べ）で初登場第3位となった。

### 歴代恐竜戦隊の登場
本作品ではタイトルの2作品の他、過去のスーパー戦隊の中からキョウリュウジャーと同じく恐竜をモチーフとした『恐竜戦隊ジュウレンジャー』と『爆竜戦隊アバレンジャー』とも共演する。両作品からオリジナルキャストの望月祐多、西興一朗、富田翔が出演しているほか、ゲキ以外のジュウレンジャー4人とアバレイエローも声のみ本人が担当。このうち望月、橋本巧、千葉麗子、いとうあいこらは既に俳優を引退していたが、この撮影のために一時復帰を果たした。
「恐竜スーパー戦隊」を登場させる案は夏の劇場版でも提案されていたが、30分では収まらなくなるため本作品に持ち越されたという。
坂本は、『恐竜戦隊ジュウレンジャー』の海外版『マイティ・モーフィン・パワーレンジャー』で監督として活動をはじめ、『爆竜戦隊アバレンジャー』の海外版『パワーレンジャー・ダイノサンダー』では制作総指揮を担当していたため、プロデューサーの大森から『キョウリュウジャー』の話をもらったときは運命を感じたとされている。

### トッキュウジャーの登場
これらの戦隊に加えて次作品『烈車戦隊トッキュウジャー』も先行登場するが、トッキュウジャーはエンドクレジット後に登場する。キョウリュウジャーら4戦隊とは直接対面はしていない。
本作品では名乗りの描写がテレビシリーズのものとは異なっている。これに関して、本来このパートは、『トッキュウジャー』のプロデューサーと監督である宇都宮孝明と中澤祥次郎が担当する予定だったが、「この作品は坂本監督の作品なので」と急遽、坂本が担当することとなり、まだ『トッキュウジャー』のテレビシリーズなど知らないまま撮影することになったためとされている。坂本は、それ以前に『仮面ライダーフォーゼ』の映画『仮面ライダーフォーゼ THE MOVIE みんなで宇宙キターッ!』でも同じことをされていたことを明かしている。

### 悪の恐竜ハンター誕生経緯
キョウリュウジャーが悪の恐竜ハンターに変貌するという展開は、今回は4戦隊が絡み合う物語のため、ポスタービジュアルで一目で違いを見せたいというプロデューサーの大森敬仁の意見を基に、監督の坂本浩一が自作品『仮面ライダーW FOREVER AtoZ/運命のガイアメモリ』のNEVERを例に挙げたところから発展していった。

## あらすじ
恐竜とスーパー戦隊を滅ぼそうとする宇宙大恐竜ボルドスが地球近辺に出現し、手下としてネオグリフォーザーとネオガイルトンを地球に派遣する。ネオグリフォーザーとネオガイルトンは恐竜系スーパー戦隊である恐竜戦隊ジュウレンジャーと爆竜戦隊アバレンジャーを襲撃し、彼らからダイノホープと呼ばれる力を奪い取った上でティラノレンジャーとアバレッドを洗脳してしまう。さらにボルドスによって復活したヴァグラスの幹部がデーボス軍と結託し、ボルドス復活計画に協力。しかし、これに気づいた特命戦隊ゴーバスターズは計画を止めるべく出動する。そして、ボルドスらは次の狙いを獣電戦隊キョウリュウジャーに定めていた。
キョウリュウジャーは、ゴーバスターズと協力して、ボルドスの脅威に立ち向かうが、戦いのさなか、ネオグリフォーザーの手によって、ガブティラを失い、ダイノホープを奪われ、洗脳されてしまう。洗脳され、黒い衣服を纏ったキョウリュウジャーは、恐竜ハンターを名乗って、恐竜を全滅させるために過去へ飛んでしまう。
果たして、恐竜スーパー戦隊の運命は。

## 本作品のオリジナルキャラクター
宇宙大恐竜ボルドス
暗黒種デーボスに並ぶ宇宙の戦神（）とも呼ばれる怪物。ジュウレンジャーに倒された大サタンとアバレンジャーに倒された邪命神デズモゾーリャの怨みを吸収しており、恐竜とスーパー戦隊に対して激しい敵意を燃やしている。
邪命力でヴァグラス復活のための残留プログラムを再起動させ、エンターとエスケイプを復活させた。
- 監督の坂本はイメージとして東宝特撮映画のキングギドラと『グレンダイザー ゲッターロボG グレートマジンガー 決戦! 大海獣』のドラゴノザウルスを挙げている。
- デザインはK-SuKeが担当。6種類の恐竜の頭部が付いているというオーダーで、6つの頭が下から見上げた時に全部見えた方が良いということで、花弁のように首を輪に並べてグルグル回るギミックを持たせている。
- CGで表現されている。

ネオグリフォーザー
宇宙大恐竜ボルドスが邪命力によって生み出す、バンドーラ一味のグリフォーザーに酷似した究極の武人。武器はグリフォカリバー5世。巨大化時にドーラセプター（バンドーラの杖）が宇宙から飛来するというオリジナルのグリフォーザーと同じ巨大化演出がある。
- 没になったが、当初は魔女バンドーラの娘を出す案も出ていた。
- デザインはK-SuKeが担当。デザインはグリフォーザーのアレンジで、当時のファンが予備知識がなくてもグリフォーザーと思ってもらえるようなラインを狙っている。

ネオガイルトン
宇宙大恐竜ボルドスが生み出す、邪命体エヴォリアンの暗黒の使徒ガイルトンに酷似した鎧を纏った新たな生命体。武器は暗黒の銀斧ジャアックスと暗黒の鎧盾マガマガシールド。
最終決戦でアバレンジャーに敗れたが、しぶとく生き延びており、エンドロール後のシーンでは残されていたメサイアカードを使いネオメサイアへと変貌する。
- デザインはK-SuKeが担当。

ネオメサイア
生き残ったネオガイルトンが13番のメサイアカードと融合したことで、ヴァグラスの首領であるメサイアの分身体メサイアセルに酷似した形態に変貌した姿。
突如現れたトッキュウジャーのトッキュウブラスターに倒される。

ティラノサウルス
ダイゴにジュウレンジャーとアバレンジャーの危機を知らせに来た緑色の目の恐竜。ダイゴがダイノホープを奪われることで彼の親友が死に至ると警告した。
- CGは特撮研究所が制作した3Dモデルに日本映像クリエイティブが動きをつけている。

## 戦力
ダイノホープ
恐竜系スーパー戦隊が持つ時を駆ける希望の力。ネオグリフォーザーとネオガイルトンはこれを邪命力に変換し、ボルドスの復活を企んでいた。
アルティメットハウリングキャノン
ケントロスパイカー、ザンダーサンダー、ダイノボンバー、ハウリングキャノンを合体させた武器。
ケントロスパイカーがファングショットとシールドランスラッシャーに分離した後、その間にサーベルダガーが合体したプテラアローを挟んで再び合体、シールドランスラッシャー上部に龍撃剣、トリケランス、ザンダーサンダー、下部にモスブレイカーが合体し、最後にファングショット上部にダイノボンバーが合体することで完成する。
キャノンと名称されているが攻撃方法はケントロスパイカーと同じである。
- 合体シーンは各武器の静止画素材が用いられており、静止画に見えないよう奥行きのある動きが多用されている。

スーパー戦隊獣電池
スーパー戦隊の力を持った獣電池。ドクター・ウルシェードと特命部が極秘で共同開発した。各戦隊のスピリット（アバレンジャーであればダイノガッツ）に対応しているためキョウリュウジャーのみでは使用できず、各戦隊の戦士がブレイブインすることで使用可能になる。劇中では以下の3本が登場。
ジュウレンジャー獣電池
ガブティラを分身させて守護獣ティラノザウルスに進化させた。その後、ガブティラがキョウリュウジンに合体すると守護獣ティラノザウルスも大獣神に進化する。
アバレンジャー獣電池
ガブティラを分身させて爆竜ティラノサウルスに進化させた。その後、ガブティラがキョウリュウジンに合体すると爆竜ティラノサウルスもアバレンオーに進化する。また、アバレンジャー獣電池には通信機能も備わっている。
ゴーバスターズ獣電池
タテガミライデンキョウリュウジンへの合体に繋げる。

タテガミライデンキョウリュウジン
ライデンキョウリュウジンがタテガミライオーのタテガミシールドを装備した特命強化形態。キョウリュウジャーの他にゴーバスターズの初期メンバーも乗り込むが、ゴーバスターズには操縦用のステージが存在しない。
必殺技は大獣神やアバレンオーと共にタテガミシールドの口から超光波を発射する獣電撃伝説ブレイブフィニッシュ。
- 合体案は脚本を担当した三条陸が玩具の画像を加工したものを用意して提案している。三条は当初CB-01チーターを合体させる案を提案していたが、造形物の都合から実現しなかった。

喜怒哀楽デーボスフィニッシュ
キャンデリラ、ドゴルド、アイガロン、ラッキューロによる合体技。ゴーバスターズ パワードカスタムを変身解除に追い込むほどの威力を持つ。

## キャスト
- 桐生ダイゴ / キョウリュウレッド - 竜星涼[29]
- イアン・ヨークランド / キョウリュウブラック  - 斉藤秀翼[29]
- 有働ノブハル / キョウリュウブルー - 金城大和[29]
- 立風館ソウジ / キョウリュウグリーン - 塩野瑛久[29]
- アミィ結月 / キョウリュウピンク - 今野鮎莉[29]
- 空蝉丸 / キョウリュウゴールド - 丸山敦史[29]
- 桜田ヒロム / レッドバスター - 鈴木勝大[29]
- 岩崎リュウジ / ブルーバスター - 馬場良馬[29]
- 宇佐見ヨーコ / イエローバスター - 小宮有紗[29]
- 陣マサト / ビートバスター - 松本寛也[29]
- ゲキ / ティラノレンジャー - 望月祐多 『恐竜戦隊ジュウレンジャー』[29]
- 伯亜凌駕 / アバレッド - 西興一朗『爆竜戦隊アバレンジャー』[29]
- 三条幸人 / アバレブルー - 富田翔『爆竜戦隊アバレンジャー』[29]
- 弥生ウルシェード - 飯豊まりえ[29]
- エンター / エンター・ユナイト / ダークバスター  - 陳内将[29]
- エスケイプ / エスケイプ・エボルブ - 水崎綾女[29]
- 黒木タケシ - 榊英雄[29]
- 桐生ダンテツ - 山下真司[29]

### 声の出演
- トリン / キョウリュウシルバー - 森川智之[29]
- ビート・J・スタッグ / スタッグバスター - 中村悠一[29]
- チダ・ニック - 藤原啓治[29]
- カオス - 菅生隆之[29]
- キャンデリラ - 戸松遥[29]
- ドゴルド - 鶴岡聡[29]
- アイガロン - 水島裕[29]
- ラッキューロ - 折笠愛[29]
- ネオグリフォーザー - 安元洋貴[29][30]
- ネオガイルトン / ネオメサイア - 寺島拓篤[29][30]
- ティラノサウルス - 山寺宏一[29][30]
- ゾーリ魔、バグラー、ゴーレム兵、バーミア兵 - 穴井勇輝[31][注釈 1]
- ガブリボルバー、ガブリチェンジャー - 千葉繁[注釈 1]
- ライオブラスター音声 - 水木一郎[注釈 1]
- マンモスレンジャー - 右門青寿『恐竜戦隊ジュウレンジャー』
- タイガーレンジャー - 橋本巧『恐竜戦隊ジュウレンジャー』
- プテラレンジャー - 千葉麗子『恐竜戦隊ジュウレンジャー』
- アバレイエロー - いとうあいこ『爆竜戦隊アバレンジャー』[32][注釈 1]
- トッキュウ1号 - 志尊淳『烈車戦隊トッキュウジャー』
- トッキュウ2号 - 平牧仁『烈車戦隊トッキュウジャー』
- トッキュウ3号 - 梨里杏『烈車戦隊トッキュウジャー』
- トッキュウ4号 - 横浜流星『烈車戦隊トッキュウジャー』
- トッキュウ5号 - 森高愛『烈車戦隊トッキュウジャー』
- トッキュウチェンジャーの声 - 山口勝平[注釈 1]『烈車戦隊トッキュウジャー』

## スタッフ
- 原作 - 八手三郎[29]
- 脚本 - 三条陸[29]
- 音楽 - 佐橋俊彦[29]、大橋恵[29]
- 特撮監督 - 佛田洋（特撮研究所）[29]
- アクション監督 - 福沢博文（レッド・エンタテインメント・デリヴァー）[29]
- プロデューサー - 中野剛（東映ビデオ）、大森敬仁（東映）、矢田晃一・深田明宏（東映エージエンシー）[38]
- エグゼクティブプロデューサー - 佐々木基（テレビ朝日）、加藤和夫（東映ビデオ）、疋田和樹（東映エージエンシー）
- ラインプロデューサー - 道木広志、青柳夕子
- アシスタントプロデューサー - 菅野あゆみ
- 製作 - 平城隆司（テレビ朝日）、間宮登良松（東映ビデオ）、鈴木武幸（東映）、松田英史（東映エージエンシー）、木下直哉（木下グループ）
- 企画 - 林雄一郎（テレビ朝日）、日達長夫（東映ビデオ）、有川俊（東映）、小川政則（東映エージエンシー）、坂本建士（木下グループ）
- 撮影 - 大沢信吾
- 照明 - 堀直之
- 美術 - 大谷和正
- 録音 - 伝田直樹
- 編集 - 大畑英亮
- 整音 - 深井康之
- 助監督 - 須上和泰、葉山康一郎、田渕大倫
- スクリプター - 関根秀子
- 制作担当 - 石切山義貴
- プロデューサー補 - 沖拓史、久慈麗人
- ダンス指導 - 小林千尋、石橋慶、村上友里恵
- 計測 - 岩崎智之
- 音響効果 - 小川広美
- 編集助手 - 板倉直美
- 製作デスク - 佐々木幸司、辻絵里子
- キャラクターデザイン - K-SuKe
- 特撮研究所
  - 撮影 - すずきけいぞう、岡本純平、内田圭
  - 照明 - 安藤和也、関澤陽介
  - 美術 - 松浦芳、長谷川俊介、花谷充泰
  - 操演 - 中山亨、和田宏之、黒田政紀
  - 助監督 - 小串遼太郎
- 「キョウリュウジャーVSゴーバスターズ」製作委員会（テレビ朝日、東映ビデオ、東映、東映エージエンシー、木下グループ）[29]
- 配給 - 東映[29]
- 監督 - 坂本浩一[29]

## 音楽
主題歌「みんな・デ・カーニバル」
作詞：藤林聖子、八手三郎 / 作曲・編曲：坂部剛 / 歌：高取ヒデアキ、鎌田章吾
劇中歌
「史上最強のブレイブ」
作詞：只野菜摘 / 作曲：大橋恵 / 編曲：佐藤清喜 / 歌：伊勢大貴
「VAMOLA! キョウリュウジャー（ダイノホープver.）」
作詞：藤林聖子 / 作曲：持田裕輔 / 編曲：山下康介 / 歌：鎌田章吾
「バスターズ レディーゴー！」
作詞：藤林聖子 / 作曲・編曲：大石憲一郎（Project.R）/ 歌：高橋秀幸（Project.R）
「KA・MI・TSU・KE」
作詞・作曲：岩崎貴文 / 編曲：佐藤清喜 / 歌：串田アキラ

## 映像ソフト化
2014年3月19日発売。Blu-rayとDVDでリリース。
- 獣電戦隊キョウリュウジャーVSゴーバスターズ 恐竜大決戦! さらば永遠の友よ 通常版（1枚組）
  - 映像特典
    - 特報・劇場予告編
    - ノンスーパーED
    - 作品紹介
- 獣電戦隊キョウリュウジャーVSゴーバスターズ 恐竜大決戦! さらば永遠の友よ コレクターズパック（2枚組）
  - ディスク1：本編ディスク（通常版と同様）
  - ディスク2：特典ディスク（Blu-ray版はBlu-ray、DVD版はDVDで収録）
    - メイキング
    - スペシャルイベント
    - 完成披露上映会舞台挨拶
    - 公開初日舞台挨拶上映前
    - 公開初日舞台挨拶上映後
    - TVスポット集
    - ガブリンチョファイル
    - ポスタービジュアル

  - 初回限定特典
    - ポストカード